# Gibosia
Gibosia is een geslacht van steenvliegen uit de familie borstelsteenvliegen (Perlidae). De wetenschappelijke naam van het geslacht is voor het eerst geldig gepubliceerd in 1912 door Okamoto.

## Soorten
Gibosia omvat de volgende soorten:
- Gibosia angusta (Klapálek, 1907)
- Gibosia bispinata Wu, 1962
- Gibosia needhami Klapálek, 1916
- Gibosia perspicillata Klapálek, 1916